# Sceliphron
Sceliphron là một chi Hymenoptera của họ Sphecidae (tò vò). Chúng là loài đơn độc và xây dựng các tổ làm bằng bùn. Tổ thường xuyên được xây dựng trong hốc tường tối, thường chỉ bên trong cửa sổ hoặc lỗ thông hơi, và con cái có thể chỉ mất một ngày để xây xong một khoang tổ với hàng chục chuyến đi mang bùn về. Con cái sẽ xây thêm các ô tổ mới dính vào khoang tổ đã xây một khi khoang tổ đã xây đã được cấp thực phẩm dự trữ. Thực phẩm dự trữ là các loài nhện, chẳng hạn như nhện cua, nhện quả cầu vàng và đặc biệt là nhện nhảy để làm thức ăn cho ấu trùng phát triển. Mỗi tế bào bùn có chứa một quả trứng và được cung cấp với một số con mồi. Con cái của một số loài đẻ một số lượng khiêm tốn trung bình 15 trứng trên toàn bộ thời gian sống của nó. Một số loài ký sinh khác nhau tấn công các tổ, bao gồm cả một số loài ong tò vò cu cu, chủ yếu bằng cách lén vào tổ trong khi con tò vò chủ nhà ra ngoài tìm thức ăn.
Giống như các con tò vò đơn độc khác, các loài Sceliphron không hung dữ và không chủ động đốt trừ khi bị dồn vào thế phải tự vệ. Chúng đôi khi được coi là mang lại lợi ích do sự kiểm soát đối với quần thể nhện, mặc dù nhện có thể có ích trong việc kiểm soát côn trùng có hại. Các loài như Sceliphron curvatum là loài xâm lấn trong một số bộ phận của châu Âu, nơi chúng đã được quan sát để nhanh chóng tăng phạm vi của họ trong những năm gần đây.

## Các loài
Sceliphron Klug 1801
- Sceliphron abdominale Dalla Torre 1897
- Sceliphron argentifrons Cresson 1916
- Sceliphron asiaticum Linnaeus 1758 (Sphex); Neotropics

Type locality In Indiis was interpreted as India; syn. S. figulum
- Sceliphron assimile Dahlbom 1843 (Pelopoeus); Texas, Mexico và quần đảo Caribbea
- Sceliphron benignum Smith 1859
- Sceliphron bugabense Dalla Torre 1897
- Sceliphron caementarium Drury 1773 (Sphex)

Bắc Mỹ, thiết lập ở châu Âu và các đảo Thái Bình Dương thập niên 1970
- Sceliphron caucasicum Dalla Torre 1897
- Sceliphron chilensis Spinola 1851
- Sceliphron coromandelicum Lepeletier 1845
- Sceliphron curvatum Smith 1870; châu Á, châu Âu từ thập niên 1970
- Sceliphron cyclocephalum Dalla Torre 1897
- Sceliphron deforme Smith 1856; Asia, ghi nhận ở châu Âu năm 2004
- Sceliphron destillatorium Illiger 1807; nam Cổ Bắc giới
- Sceliphron fistularium Dahlbom 1843; Tân Nhiệt đới
- Sceliphron formosum Smith 1856; Australia
- Sceliphron imflexum Sickmann 1894
- Sceliphron intermedium Dalla Torre 1897
- Sceliphron jamaicense Fabricius 1775; Mexico, quần đảo Caribbea
- Sceliphron javanum Lepeletier 1845
- Sceliphron laetum Smith 1856; Australia
- Sceliphron madraspatanum Fabricius 1781; Địa Trung Hải
- Sceliphron nalandicum Strand 1915
- Sceliphron quartinae Gribodo 1884
- Sceliphron rufiventre Dalla Torre 1897
- Sceliphron soror Dalla Torre 1897
- Sceliphron spirifex Linnaeus 1758 (Sphex); Africa, Nam Âu
- Sceliphron (madraspatanum) tubifex Latreille 1809; Địa Trung Hải

## Hình ảnh

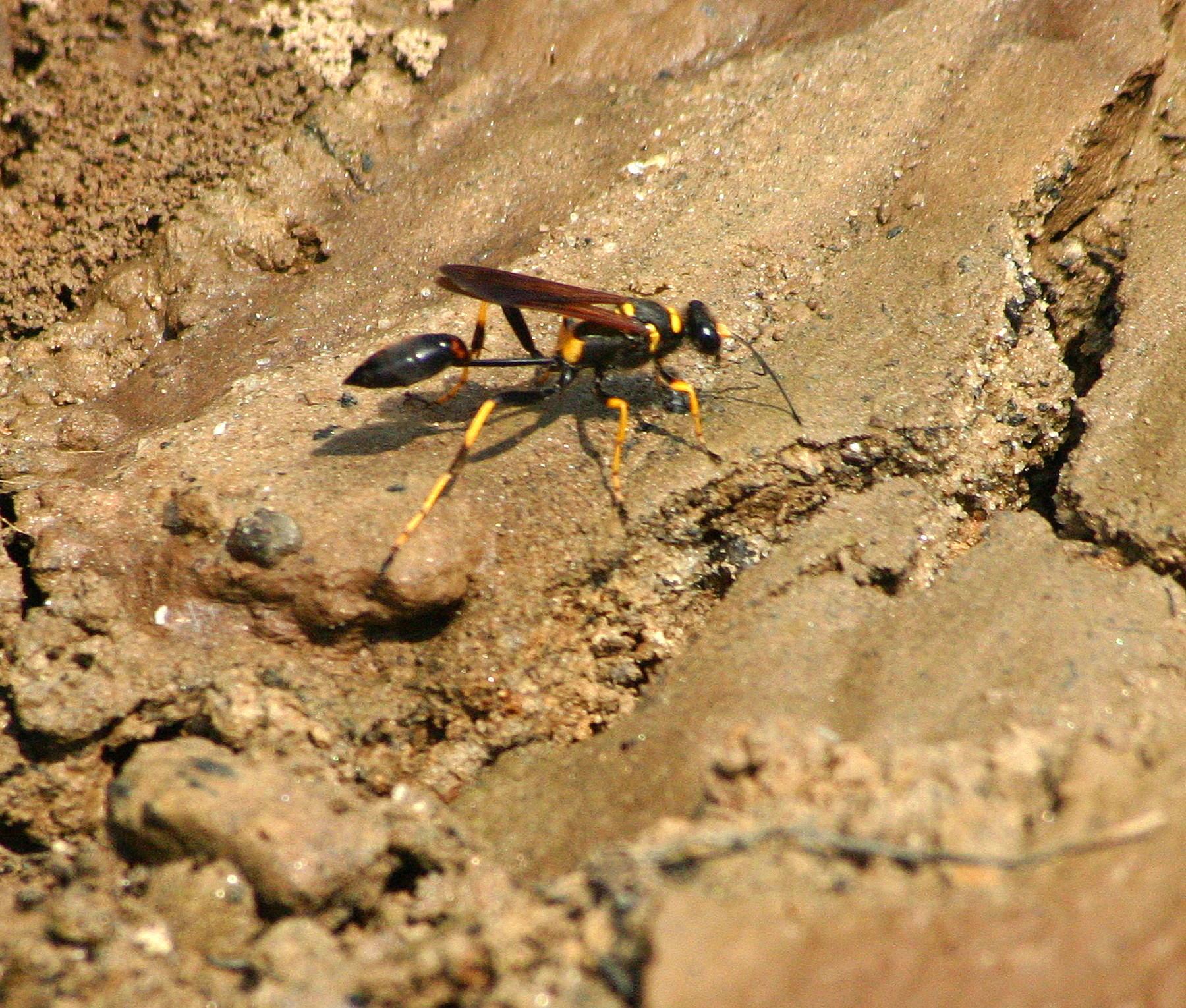
Sceliphron caementarium Bắc Mỹ
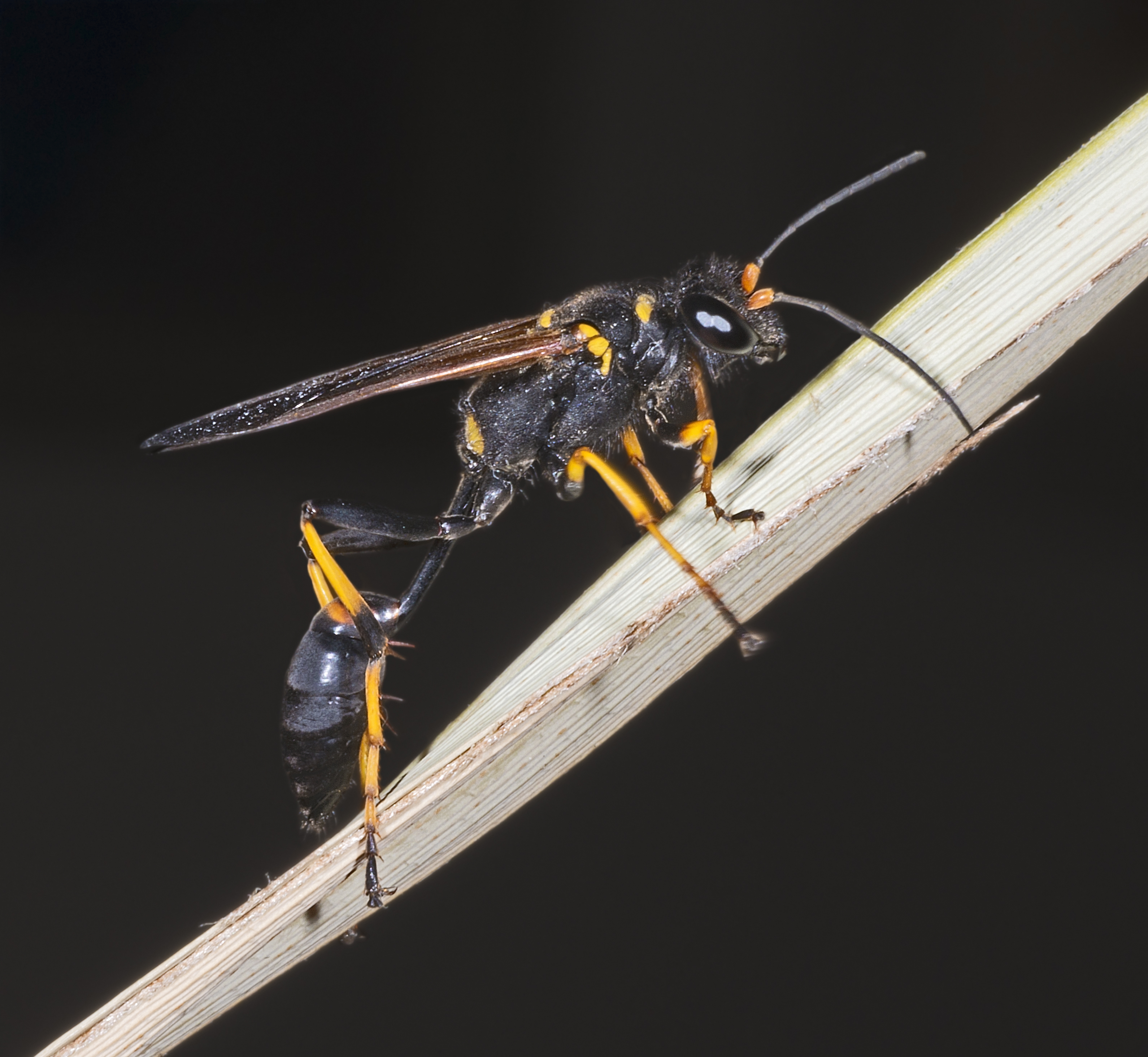
Sceliphron caementarium
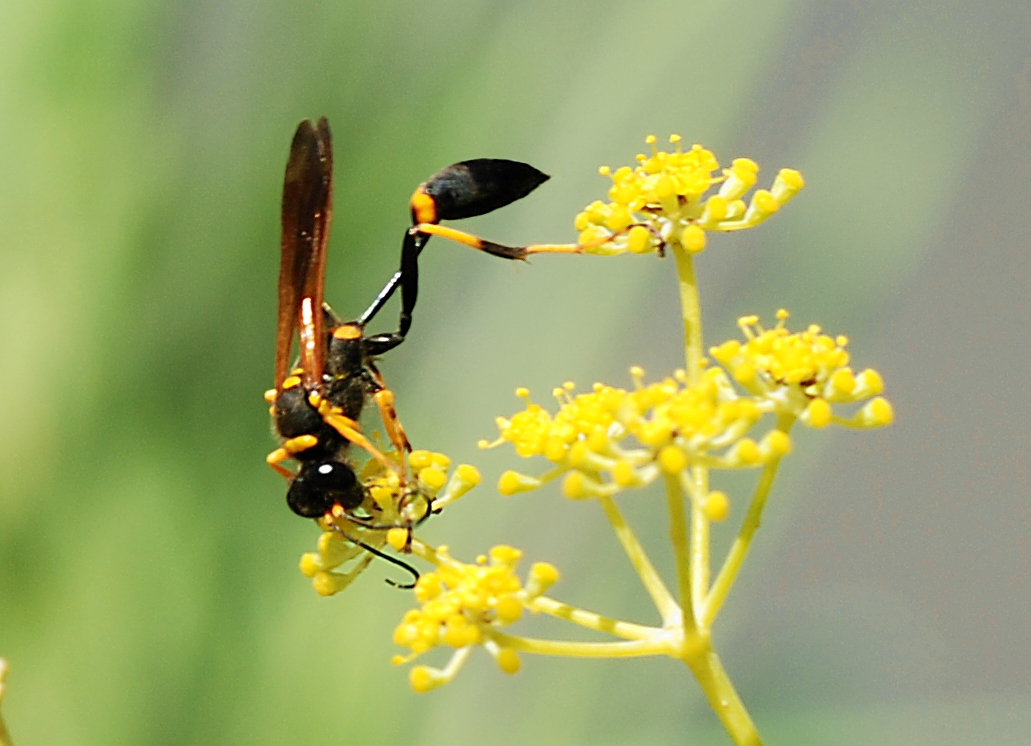
Sceliphron caementarium
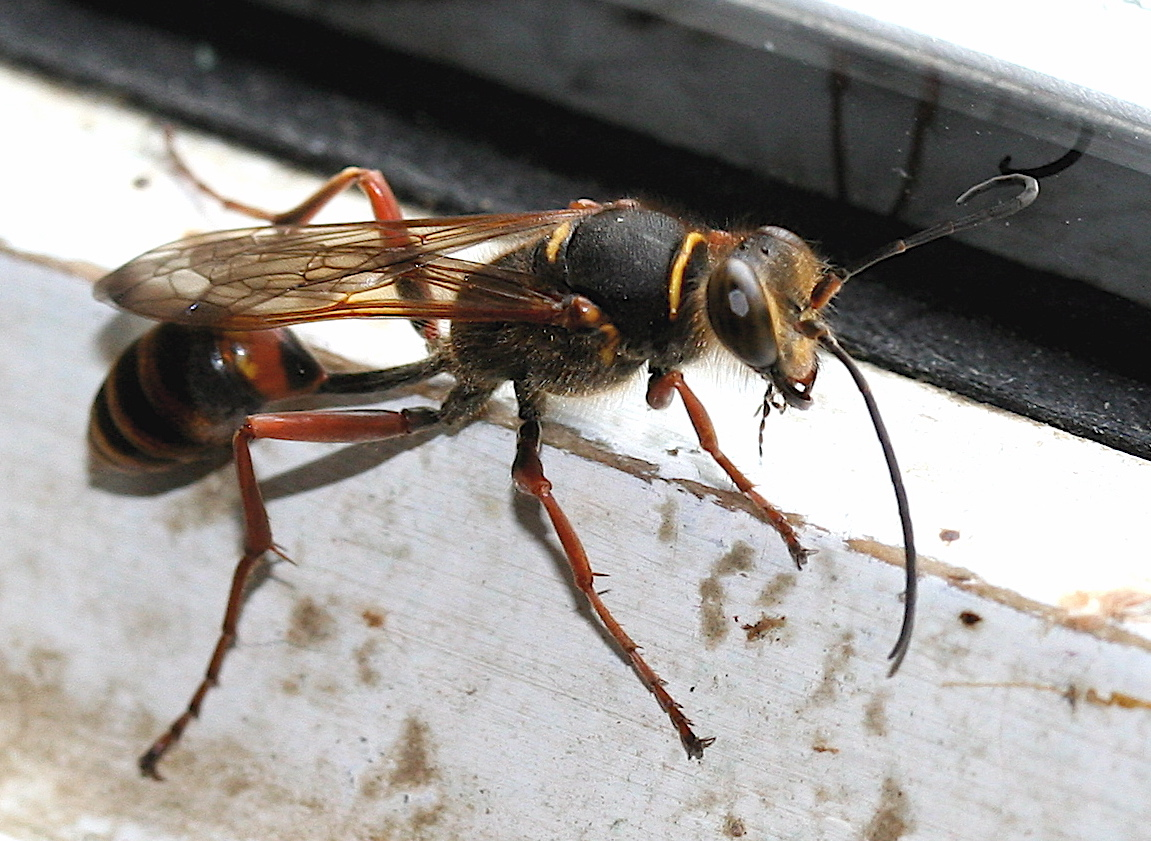
Sceliphron curvatum, ở Rhône, Pháp
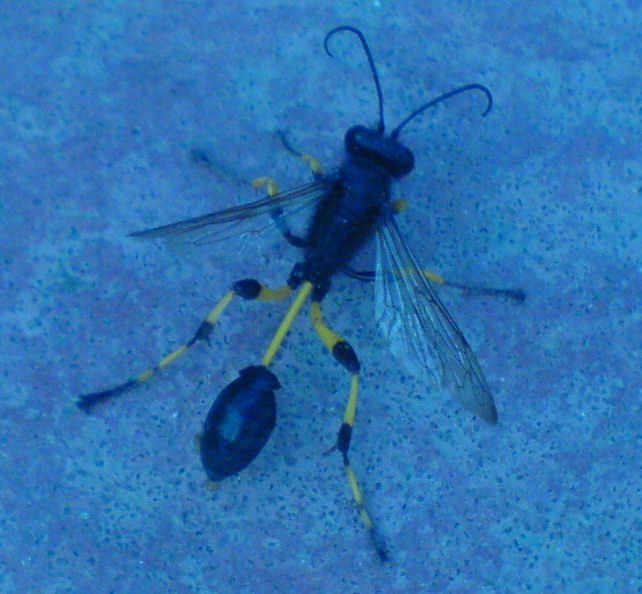
Sceliphron spirifex ở châu Phi và châu Âu
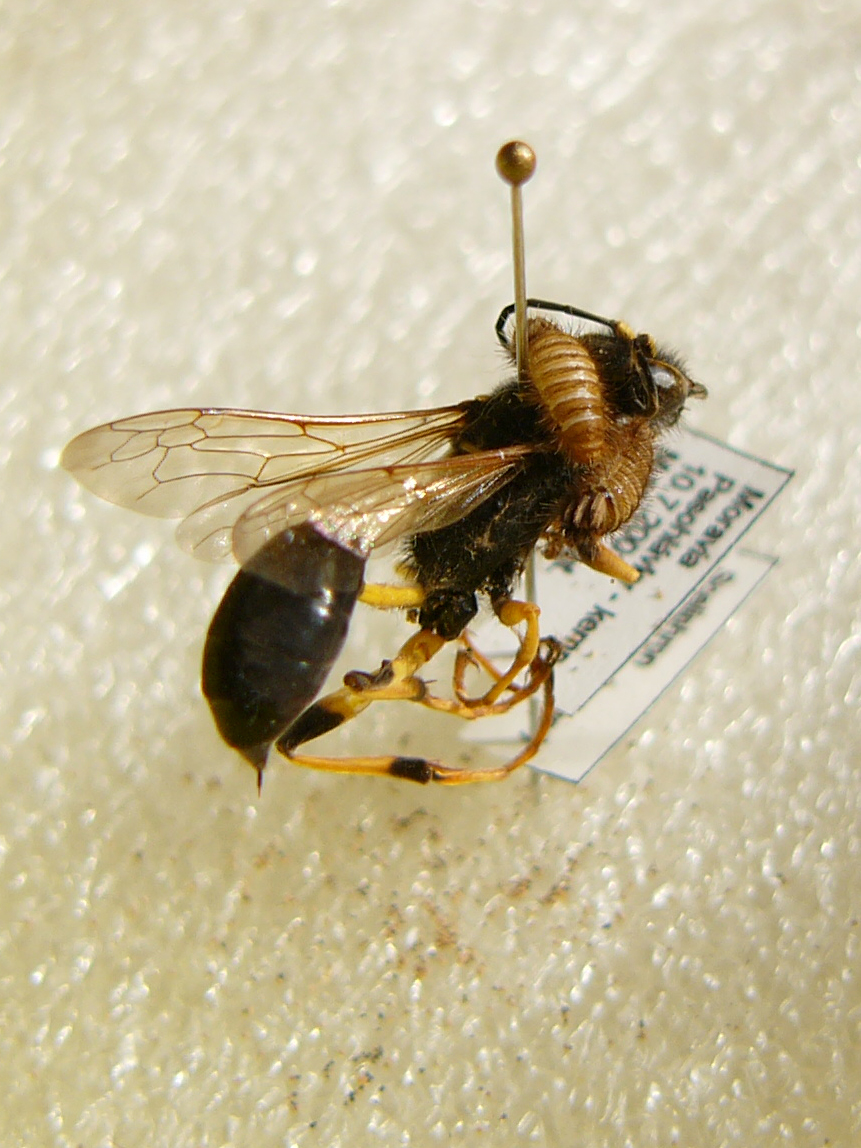
Sceliphron destillatorius
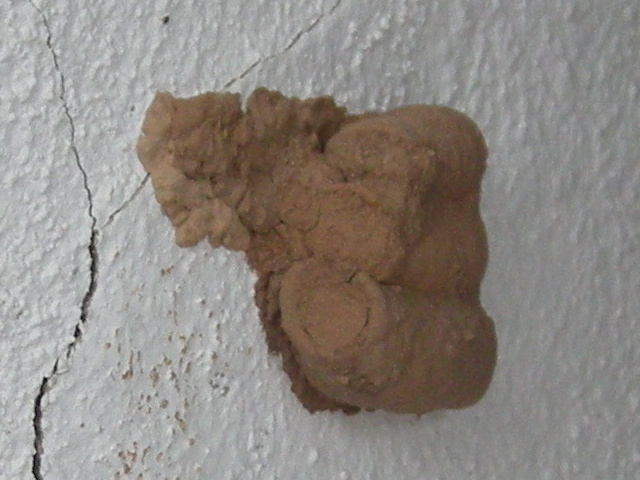
Sceliphron nest
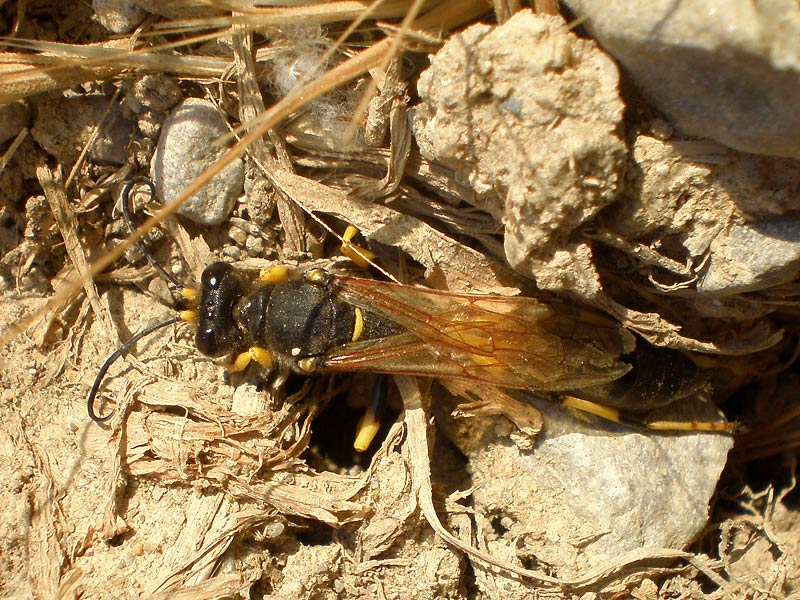
Sceliphron destillatorium